# Osterteich (Lenthe)

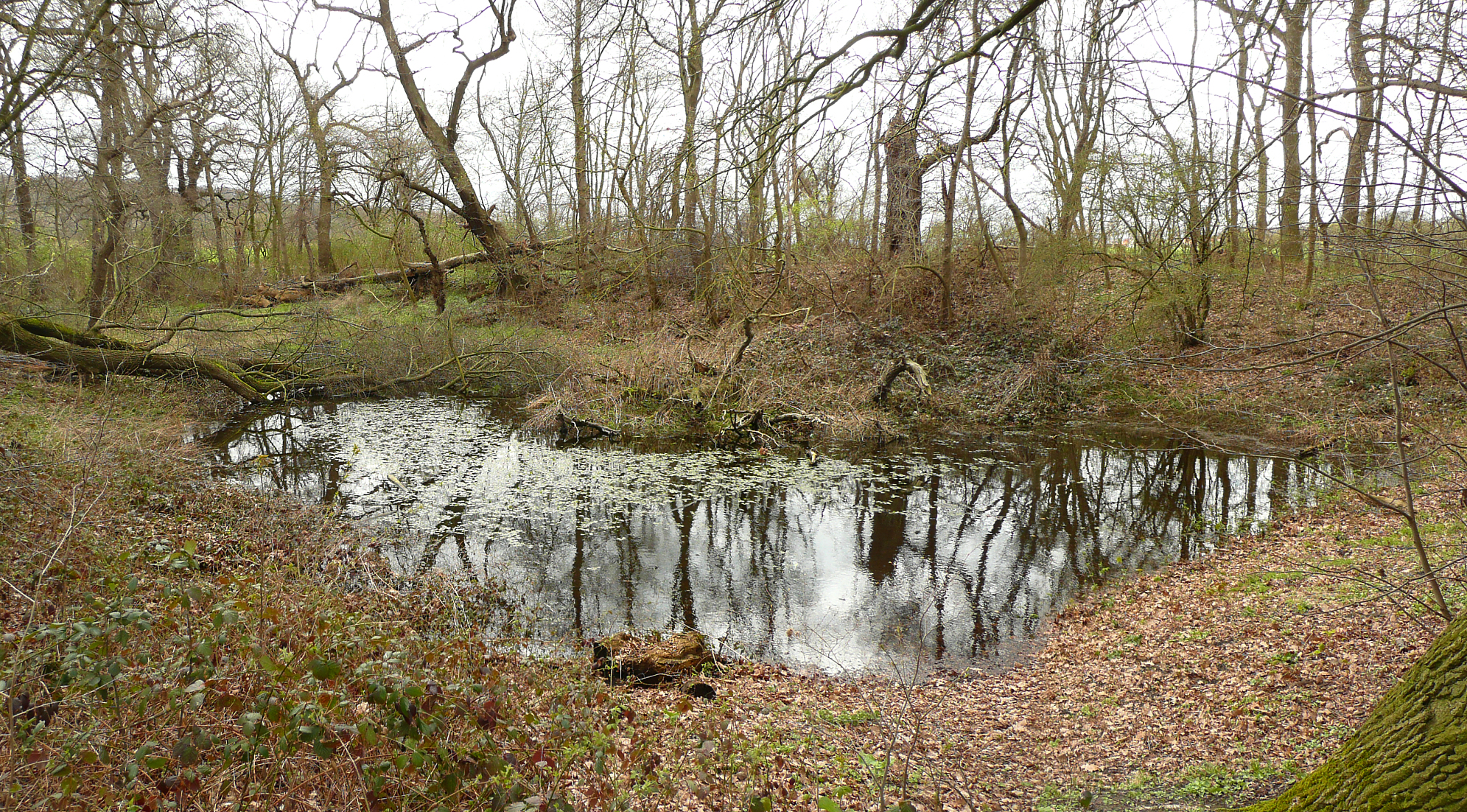
Osterteich mit niedrigem Wasserstand, März 2023

Der Osterteich ist ein Naturdenkmal sowie ein gesetzlich geschütztes Biotop bei Lenthe, einem Stadtteil von Gehrden in der Region Hannover.

## Beschreibung
Der etwa 20 × 50 m große Osterteich liegt gut einen Kilometer östlich von Lenthe in der Feldmark des Ortes in der Calenberger Lössbörde. Rund einen Kilometer südöstlich des Osterteichs liegt ein nördlicher Nebengipfel des Benther Bergs. Der Osterteich wird von Grundwasser gespeist, das von diesem Hügelzug auf wasserundurchlässigen Tonschichten abfließt.

## Geschichte
Im Jahr 1648 legte Erich von Lenthe aus Dankbarkeit nach dem Ende des Dreißigjährigen Kriegs den Osterteich an und gestaltete seine Umgebung zu einem Lebekamp. Am Ufer pflanzte er Bäume an. Der oberirdisch abflusslose Osterteich lag mindestens noch in den 1830er Jahren am Südrand eines sumpfigen Waldgebiets, das nach der Verkoppelung bis auf das Velberholz in von der Fösse entwässerte Ackerflächen umgewandelt wurde.
Ein etwa 600 m langer, von Bäumen und Büschen gesäumter Feldweg verbindet den Teich mit der nördlich vorbeiführenden von-Lenthe-Allee zwischen Lenthe und Velber. Im Nordwesten des von einem kleinen Rundweg umgebenen Osterteichs stand einmal ein Gedenkstein.

## Biotop
Der etwa einen Kilometer westlich der Stadtgrenze von Hannover gelegene Osterteich ist ein von einer Sickerquelle geringer Schüttung gespeister Stauteich mit schrägen bis steilen Ufern.
Das nährstoffreiche Stillgewässer ist normalerweise ganzjährig mit Wasser gefüllt. Während der Dürre und Hitze in Europa im Jahr 2022 war der Osterteich jedoch ausgetrocknet. Er ist von sehr alten Bäumen, unter anderem dicken Stieleichen, Linden und Ulmen, umgeben. Infolge des Ulmensterbens in den 1980er Jahren mussten zahlreiche Ulmen am Teich gefällt werden. Mehrere der noch vorhandenen Bäume, teils mit einem Brusthöhenumfang von über drei Metern, sind bereits abgestorben oder haben große morsche Äste. Im ansonsten vegetationslosen Teich gedeihen Wasserlinse und Hornblatt. Im Uferbereich wachsen Schwertlilien. In der Umgebung kommen seltene Pflanzen wie etwa der Bittersüße Nachtschatten vor.

## Naturdenkmal

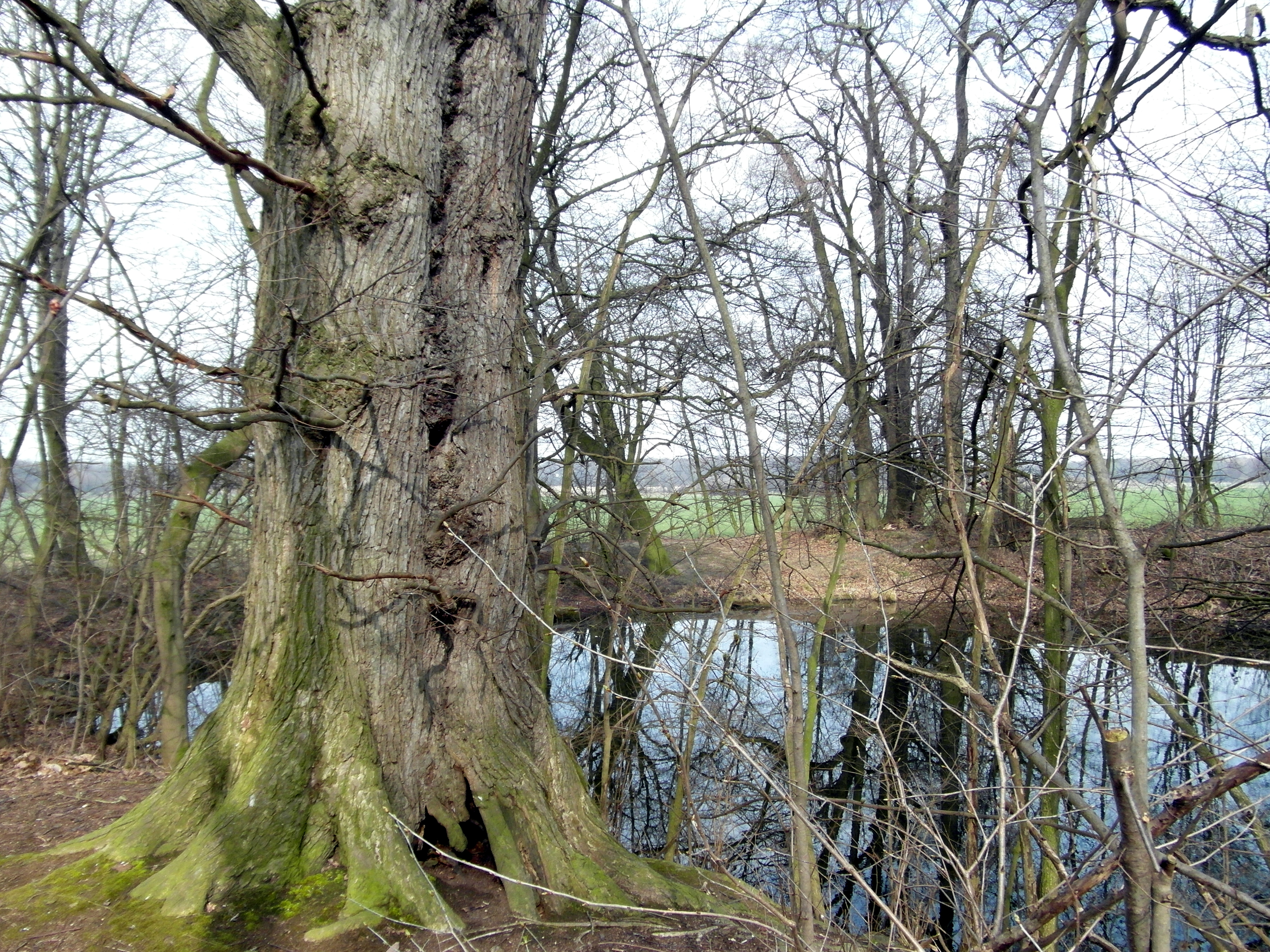
Alter Baum am Teichufer

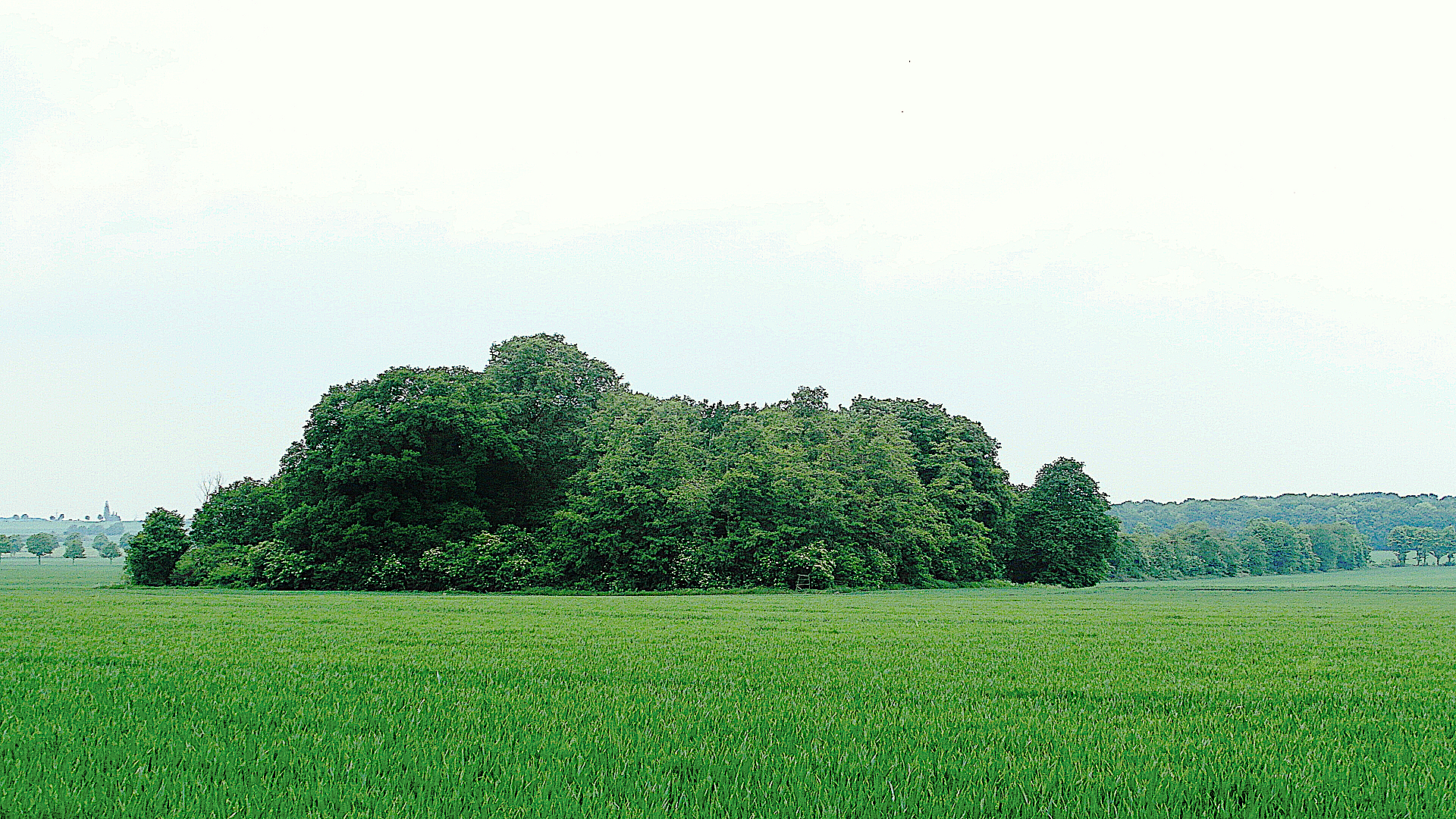
Der Osterteich liegt inmitten dieser Baumgruppe

Der Osterteich nebst den am Ufer stehenden Bäumen wurde mit der Verordnung zur Sicherung von Naturdenkmalen im Landkreise Hannover vom 28. Dezember 1937 zum Naturdenkmal erklärt.
Die nach dem Niedersächsischen Kommunalverfassungsgesetz für die Aufgaben der unteren Naturschutzbehörde im Gebiet der Stadt Gehrden zuständige Region Hannover übernahm bei der Neuregelung des Verzeichnisses im Jahr 2010 das Naturdenkmal mit dem Kennzeichen „ND-H 10“ in einer Sammelverordnung.
Als Schutzzweck des Naturdenkmals beschreibt die Behörde:

„Der Baumbestand ist 1648 im Zeichen des Friedensschlusses (Westfälischer Friede als Abschluss des dreißigjährigen Krieges) gepflanzt worden.“